# Dacia SuperNova

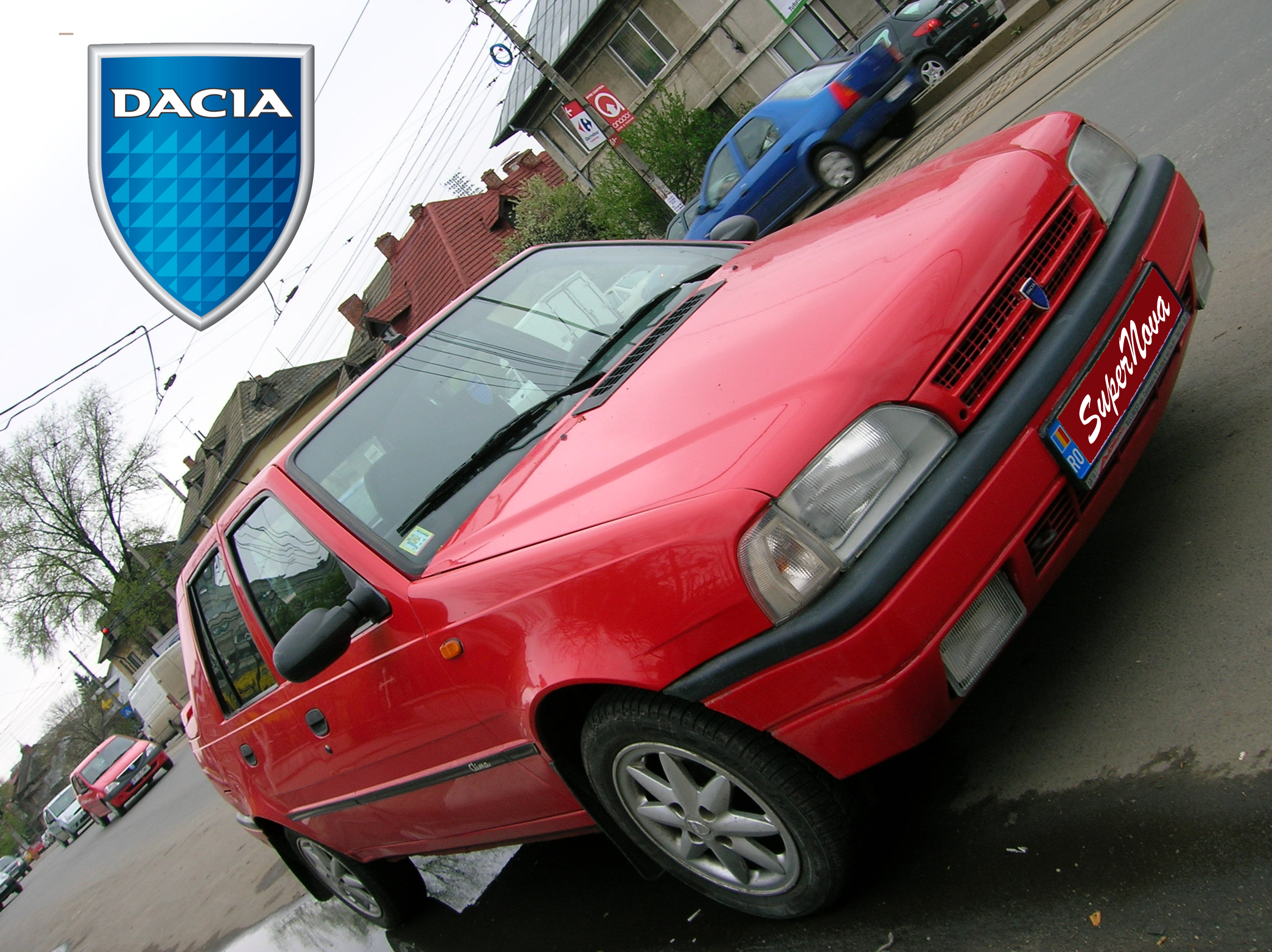
Přední pohled

Dacia SuperNova je malý hatchback vyráběný mezi lety 2000 a 2003. Je to první auto vytvořené ve spolupráci Renaultu a Dacie. Je to ve skutečnosti Dacia Nova upravená Renaultem - má motor z Renaultu Clio a pětistupňovou manuální převodovku. Auto stálo 5800€. Maximální rychlost je 162 km/h, objem motoru má 1390 cm3.